# Mikel Rico
Mikel Rico Moreno (Basauri, 1 november 1984)  is een Spaans voetballer die als centrale middenvelder speelt. Zijn natuurlijke positie is die van een middenvelder, die zich perfect kan aanpassen aan alle posities op het middenveld.

## Clubcarrière
Rico speelde bij diverse clubs in lagere divisies. Zo speelde hij voor CD Baskonia, UB Conquense, Polideportivo Ejido en SD Huesca. Op 31 augustus 2010 tekende hij een vierjarig contract bij  Granada CF. Hij promoveerde meteen met Granada CF naar de Primera División, waarin de club meer dan drie decennia afwezig was. Hij debuteerde op 27 augustus 2011 op 26-jarige leeftijd in de Primera División tegen Real Betis. Op 31 oktober 2011 scoorde hij zijn eerste doelpunt op het hoogste niveau, tegen Sevilla FC. 
Rico werd op 21 augustus 2013 voor een bedrag van 2,8 miljoen euro getransfereerd naar reeksgenoot Athletic Bilbao. In zijn contract werd een transferclausule van 35 miljoen euro opgenomen.  Hij zou in totaal zes seizoenen verblijven en een belangrijke rol spelen bij deze ploeg.  Hij scoorde er tien doelpunten tijdens 126 wedstrijden.
Op 7 juli 2019 keerde hij terug naar SD Huesca.  De ploeg speelde tijdens seizoen 2019-2020 op het niveau van de Segunda División A Hij was met zijn zeven doelpunten tijdens zijn 42 optredens een belangrijke speler in het behalen van de kampioenstitel.  Daardoor keerde hij tijdens seizoen 2020-2021 terug naar de Primera.  Het daaropvolgende seizoen kwam de ploeg twee punten tekort om zich te redden en eindigde op de achttiende plaats.  Persoonlijk zou hij één doelpunt scoren tijdens 32 optredens.  Hij volgde de ploeg tijdens seizoen 2021-2022 naar de Segunda.  De ploeg maakte een grijs seizoen mee en de speler bleef scoreloos tijdens zijn 30 optredens. 
Op 24 juni 2022 tekende hij voor reeksgenoot FC Cartagena.  Zijn eerste doelpunt scoorde hij al tijdens de openingswedstrijd op 15 augustus 2022 tegen SD Ponferradina.  De thuiswedstrijd ging echter met 2-3 verloren.  Hij groeide onmiddellijk als basisspeler uit en speelde tijdens seizoen 2022-2023 37 competitiewedstrijden, voldoende opdat zijn contract automatisch met één jaar verlengd zou worden.  Tijdens het seizoen 2023-2024 had hij het moeilijker om zich als basisspeler door te drukken.  Hij bereikte een volgende mijlpaal om op 2 maart 2024 tegen Burgos CF zijn zevenhonderdste professionele wedstrijd te spelen.  Op het einde van de negendertigste partij, toen de ploeg zich mathematisch van behoud verzekerde, werd hij door zijn teamgenoten geëerd voor zijn loopbaan.  Het werd duidelijk dat hij op het einde van het seizoen zijn loopbaan als actieve voetballer zou beëindigen.

## Erelijst
| Competitie          |                 |                 |                 |                 |
| Competitie          | Aantal          | Jaren           |                 |                 |
| Athletic Bilbao     | Athletic Bilbao | Athletic Bilbao | Athletic Bilbao | Athletic Bilbao |
| ------------------- | --------------- | --------------- | --------------- | --------------- |
| Supercopa de España | 1x              | 2015            |                 |                 |
| SD Huesca           |                 |                 |                 |                 |
| Segunda División A  | 1x              | 2019/20         |                 |                 |